# Sacro Monte di Domodossola

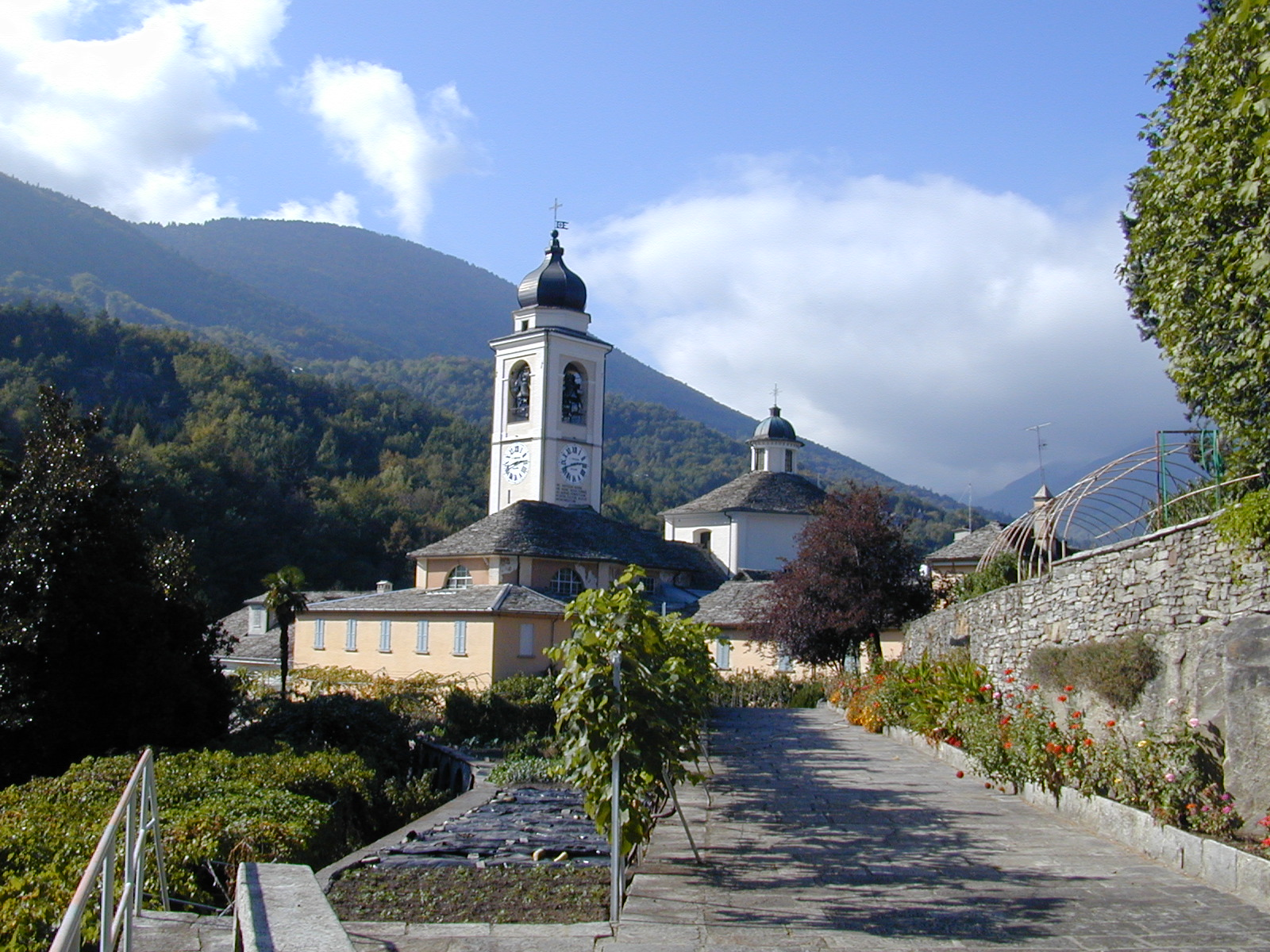
Sacro Monte di Domodossola

Der Sacro Monte di Domodossola (auch Monte Calvario) ist eine Wallfahrtsstätte im italienischen Domodossola in der Region Piemont. Er gehört zur Gruppe der präalpinen Sacri Monti, die 2003 in die Liste des „Weltkulturerbes“ der UNESCO aufgenommen wurden.

## Geschichte
1656 wählten zwei Kapuziner den Hügel Colle Mattarella oberhalb von Domodosso, um ihn zu einer Wallfahrtsstätte zu machen. Es entstanden zwölf Kapellen, in denen statuarisch oder auf Fresken die Stationen des Kreuzwegs dargestellt sind, mit einer zusätzlichen Kapelle für die Darstellung der Auferstehung Christi. Auf dem Gipfel des Colle Mattarella erhebt sich die achteckige Wallfahrtskirche zum Heiligen Kreuz, deren Bau 1657 begann.
Im Park des Sacro Monte di Domodossola befinden sich die Überreste der Burg Mattarella, die 1415 von den Schweizer Soldaten zerstört wurde, die das Ossolatal erobern und es dem Herzogtum Mailand entreißen wollten. 1656 fassten zwei Kapuziner des Klosters von Domodossola, P. Gioacchino aus Cassano und P. Andrea aus Rho den Entschluss, Kreuzwegstationen an den Hängen des Colle Mattarella errichten zu lassen, die zu einer mit einer dem Heiligen Kreuz geweihten Kirche führen sollten. Es war vorgesehen, die Kreuze nach und nach durch Kapellen für die einzelnen Kreuzwegstationen zu ersetzen.
Der Bischof Guido Maria Odescalchi beauftragte den Rechtsgelehrten Giovanni Matteo Capis mit der Koordinierung des Projekts und nannte die Anhöhe, Monte Calvario („Kalvarienberg“), da die Andachtsstätten der Sacri Monti („heilige Berge“) die für viele Pilger nicht oder nicht mehr erreichbaren Stätten im Heiligen Land versinnbildlichen sollten. Die Leitung der Bauarbeiten und die technische Ausführung wurden dem Architekten Tomaso Lazzaro aus dem Val d’Intelvi übergeben. Am 8. Juli 1657 erfolgte die Grundsteinlegung für die Wallfahrtsstätte und schon im März 1662 feierte man die erste Heilige Messe an dem Altar, auf dem unmittelbar zuvor ein Kruzifix von Dionigi Bussola errichtet worden war. Ein großer Wohltäter und Finanzier des Projekts war Kaspar Stockalper, ein Händler, Notar und Statthalter aus dem Wallis, der zum Exil in Domodossola gezwungen war, und zwar direkt am Monte Calvario, wo seine Gestalt in der XV. Kapelle des Sacro Monte den hl. Kaspar, einem der Heiligen Drei Könige verkörpert. Die Fertigstellung des Projekts zum Bau der Kapellen erfolgte im Lauf des 18. Jahrhunderts; ihre Ausstattung wird sie seither beständig restauriert oder erneuert; die jüngsten Statuen aus dem Jahre 1957 sind aus Holz geschnitzt.
Der Gebäudekomplex des Sacro Monte Calvario besteht aus der Wallfahrtskirche SS. Crocifisso – als Saalbau im Barockstil mit achteckigem Grundriss – und aus zwölf Kapellen mit unterschiedlichem Grundriss. Die Stationen XII, XIII, XIV des Kreuzweges sind in der Wallfahrtskirche, eine auf dem Altar und zwei in jeweils einer Kapelle. In der Kirche findet sich eine weitere Kapelle, die die Kreuzesvision zum Thema hat, die Kaiser Konstantin den Sieg über Maxentius prophezeite. Außen befindet sich die Paradieskapelle mit der Szene der Auferstehung. Eine weitere Kapelle, die nicht zum Kreuzweg gehört, wurde 1694 mit der Reproduktion des Heiligen Hauses in Loreto – wie schon in Graglia geschehen – errichtet.
Die Ankunft des Priesters und Philosophen Antonio Rosmini im Jahr 1828 gab den Arbeiten am Sacro Monte Calvario neuen Auftrieb. Rosmini ließ am Platz auf dem Gipfel des Hügels das Mutterhaus des Istituto della Carità errichten. Der Sacro Monte ist von großer Bedeutung für die Rosminianer: denn hier befindet sich das internationale Noviziat. Zahlreiche Rosminianer sind hier begraben, darunter auch der Philosoph Michele Federico Sciacca.
Beim Besuch des Sacro Monte besteht die Möglichkeit, die Zelle Rosminis zu betreten. Seit 2007 befindet sich hier auch eine seiner Reliquien. Zu den Gläubigen, die den Sacro Monte di Domodossola im Laufe der Jahre aufsuchten, zählen der Bischof von Novara, Renato Corti, sein Vorgänger, Aldo Del Monte, und die Kardinäle Carlo Maria Martini und Angelo Bagnasco.
Seit 1990 gehört der Sacro Monte Calvario zum Komplex der Stätten, die von der Region Piemont als „Sondernaturschutzgebiete“ eingestuft werden. Die UNESCO nahm 2003 den Sacro Monte von Domodossola zum Weltkulturerbe erklärt.

## Künstlerisches Profil

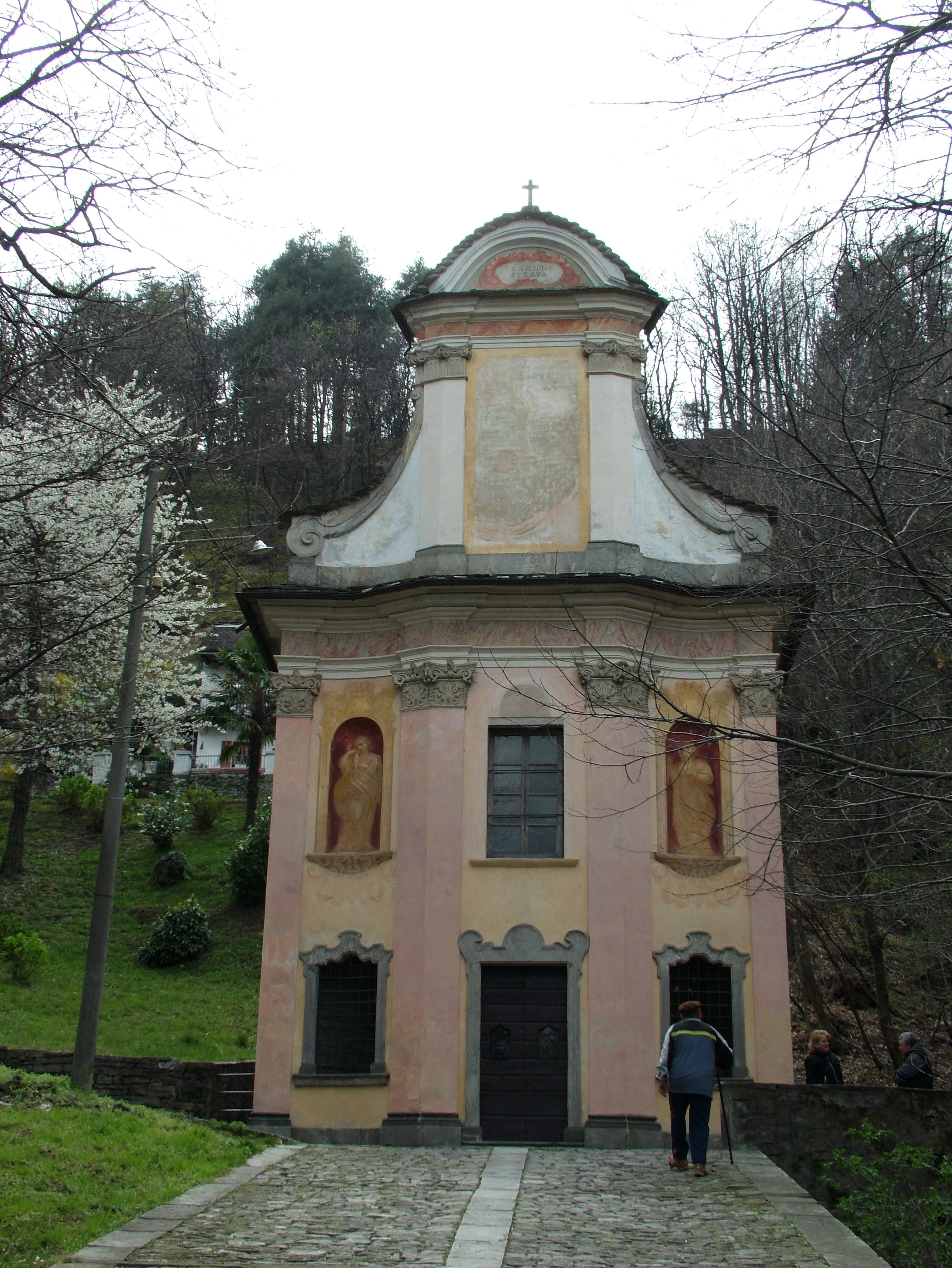
Kapelle mit der siebten Station des Kreuzwegs
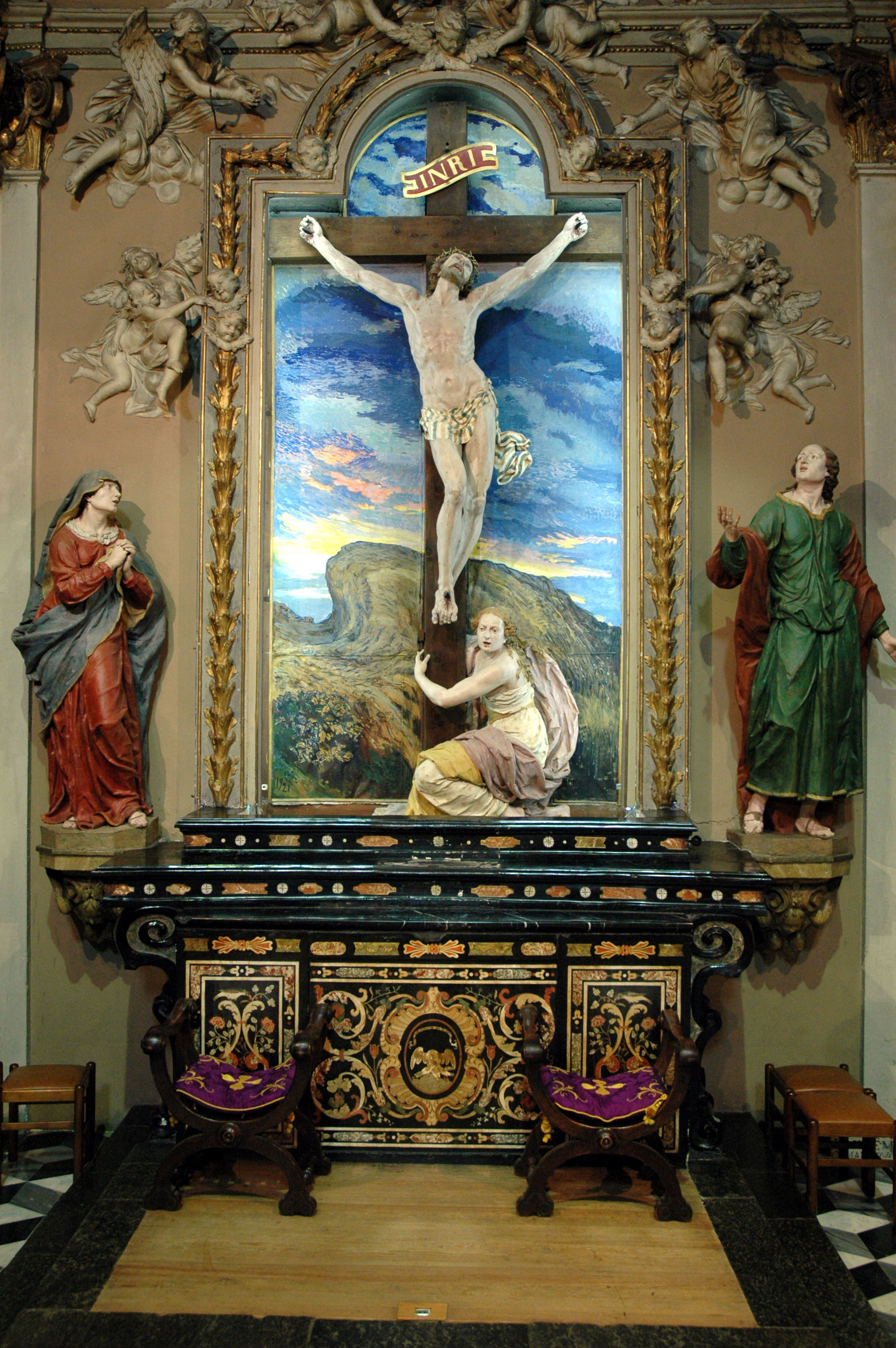
Elfte Station des Kreuzwegs, die Kreuzigung
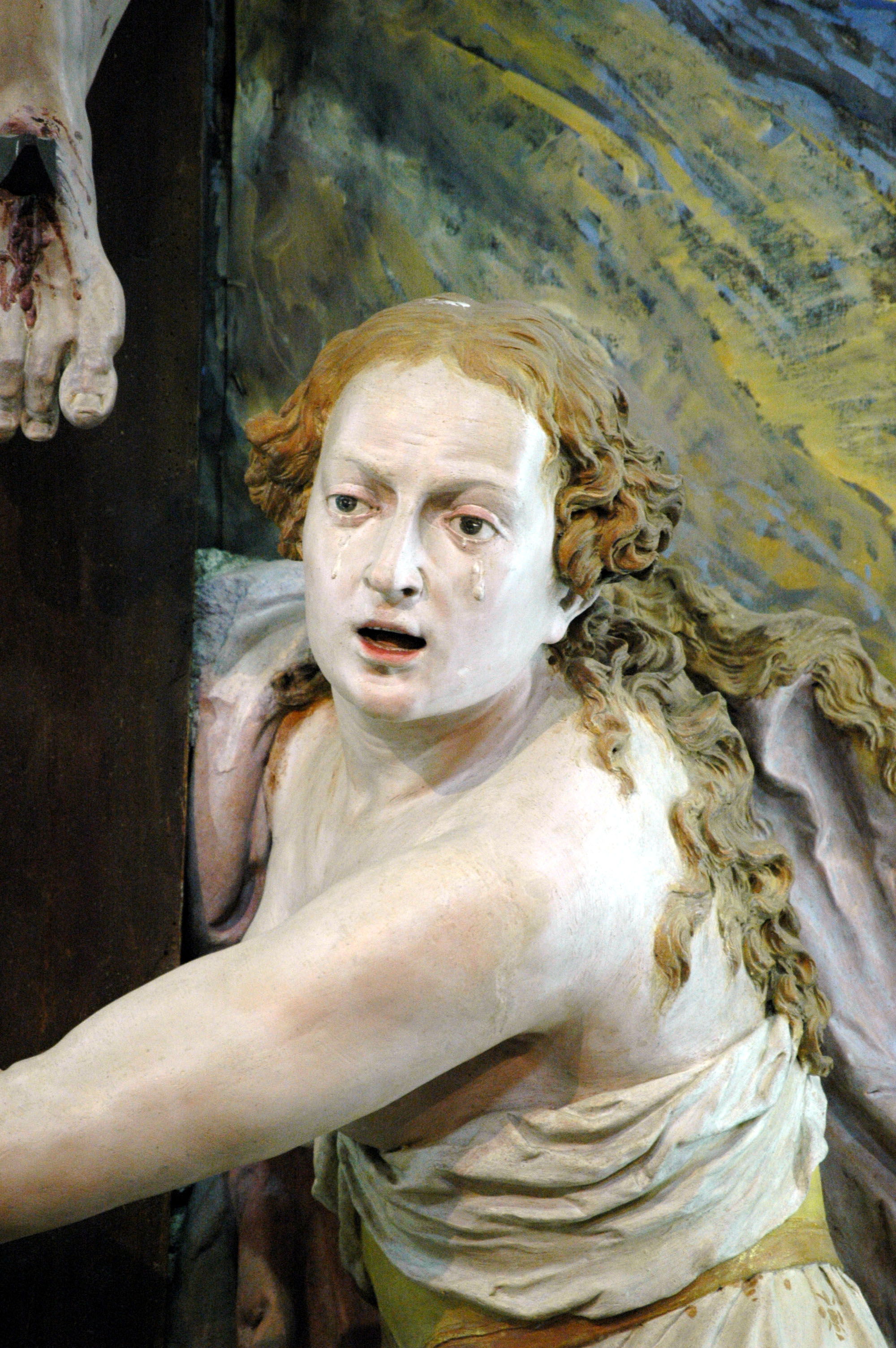
Detail der elften Station, Maria Magdalena zu Füßen des Kreuzes

Der bedeutendste Beitrag bei der Schaffung der Kapellen auf dem Monte Calvario kam von dem Mailänder Modellierer Dionigi Bussola (1615–1686). Nach einem Aufenthalt in Rom, wo er die Skulpturenmodelle von Bernini und Algardi studierte, und einer Tätigkeit als leitender Bildhauer der Mailänder Dombauhütte konnte Bussola 1660 seine Kunst in der Basilika dell’Assunta am Sacro Monte di Varallo und bei dem in Domodossola entstehenden Sacro Monte zum Ausdruck bringen. Von ihm stammen die meisten Skulpturen der Wallfahrtsstätte, die Station XII. bis XIV und die Statuen der Propheten in der Saalkirche. Außerdem kommen Statuen der Stationen II, IV und XV aus seiner Werkstatt. Unter den Künstlern ist auch der aus Gallarate stammende Giuseppe Rusnati (um 1650–1713), ein Schüler von Bussola. Er vervollständigte das Werk seines Meisters und schuf die letzten Statuen der XV. Station, der Auferstehung.
Zu den Malern gehört der Mailänder Giovanni Sampietro und der aus dem Valsesia stammenden Lorenzo Peracino (beide 18. Jahrhundert), die Gebrüder Giovanni Antonio und Giuseppe Antonio Maria Torricelli aus Lugano, von denen die Fresken in der VIII. und XI. Kapelle stammen, und zu den Bildhauern Stefano Salterio aus Laglio, der die Terrakottastatuen in der VIII. Kapelle schuf.
Der Sacro Monte di Domodossola ist der einzige unter den Sacri Monti, der über eine eigene musikalische Einrichtung verfügt, die Cappella Musicale del Sacro Monte Calvario. Sie wurde 1995 gegründet und vereinigt die Aktivitäten der Schola Gregoriana des Sacro Monte Calvario (1995), des Chors von Calice (1974), der Camerata Strumentale von S. Quirico (1989), des Convivio Rinascimentale (1997) und des Kammerorchesters der Cappella Musicale des S. Monte Calvario von Domodossola (2003).